# Дзакими Сэйфу
Дзакими уэката Сэйфу (яп. 座喜味 親方 盛普; 20 декабря 1801 — 21 апреля 1859) — рюкюский чиновник. Его имя в китайском стиле было Мо Тацутоку (毛 達徳), но затем оно изменилось на Мо Котоку (毛 恒徳).

## Биография
Дзакими Сейфу родился 20 декабря 1801 года в аристократической семье Мо-удзи Дзакими Дунчи (毛氏座喜味殿内). Он являлся 11-м главой в семье, а его отец Дзакими Сейтин был сансиканом во время правления вана Сё Ко.
Ван Сё Ику послал принца Уразоэ Тёки (浦添 朝憙, также известного как Сё Генро 尚 元魯) и Дзакими Сэйфу , чтобы отпраздновать преемственность Токугава Иэёси на посту сёгуна сёгуната Токугава. В следующем году они вернулись обратно.
В 1847 году Дзакими Сэйфу был избран членом сансикан. В 1857 году Макиси Тётю, который был членом омотэ джугонин (表十五人, «Пятнадцать магистратов»), планировал выступить в качестве посредника при покупке военного корабля во Франции по указанию Симадзу Нариакиры. Сэйфу был категорически против. Он вступил в конфликт с прояпонскими группировками, включая Макиши Тётю, Онга Тёко и Ороку Рётю. Из-за этого он был привлечён к ответственности Онгой, и в 1858 году ему пришлось уйти в отставку.
Необходимо было избрать нового члена сансикан, чтобы он сменил его, и выборы состоялись в следующем году. Ороку помог Макиши предложить взятку двум японским самураям, Ичики Широ (市来 四郎) и Соноде Ниэмону (園田仁右衛門), чтобы позволить Макиши стать сансиканом. Однако Сэйфу узнав об этом  обвинил его. Макиши, Онга и Ороку вскоре были сняты со своих постов и арестованы. Этот инцидент был известен как Инцидент Макиши Онга (牧志恩河事件).